# Lombard-Versuch
Der Lombard-Versuch oder Lombard-Leseversuch ist eine audiometrische Methode  der Hals-Nasen-Ohrenheilkunde, mit der die Simulation einer beidseitigen Taubheit oder Schwerhörigkeit aufgedeckt werden kann. Der Test beruht auf dem Regelkreis, der das eigene Sprechen fortlaufend über das Gehör kontrolliert und gegebenenfalls anpasst. 
Der Lombard-Effekt und der darauf basierende Lombard-Versuch wurden von Étienne Lombard im Jahre 1911 beschrieben.

## Untersuchungsvorgang
Der Untersuchte wird aufgefordert, einen Text vorzulesen. Über einen schon zuvor aufgesetzten Kopfhörer wird nun plötzlich ein lautes Rauschen (70–80 dB) auf beiden Ohren angeboten. Der Normalhörende oder nur gering Schwerhörige hebt daraufhin seine Stimme deutlich an, er liest lauter vor oder gerät sogar ins Stocken, weil er die Lautstärke der eigenen Stimme nicht mehr über das Gehör regeln kann.
Ein tatsächlich Gehörloser wird durch das angebotene Rauschen nicht gestört, ein Schwerhöriger erst dann, wenn die Lautstärke des Rauschens entsprechend hoch ist. Allerdings darf nur das positive Ergebnis, also das Anheben der Sprachlautstärke, gewertet werden, da es manchen Menschen gelingt, trotz der Störung des Regelkreises weiter mit gleicher Lautstärke vorzulesen.